# Perth Wildcats
I Perth Wildcats sono una società cestistica avente sede a Perth, in Australia. Fondati nel 1982 come Westate Wildcats, nel 1984 assunsero la denominazione attuale. Giocano nella National Basketball League.
Disputano le partite interne nella Perth Arena, che ha una capacità di 14.800 spettatori.

## Palmarès
- National Basketball League: 10

1990, 1991, 1995, 2000, 2010, 2014, 2016, 2017, 2019, 2020
- 1 NBL Cup

2021,